# كوبي فرحي
كوبي فرحي (بالعبرية: קובי פרחי‏) هو مغني وموسيقي إسرائيلي، ولد في 8 سبتمبر 1975 في يافا في إسرائيل.

## وصلات خارجية
- كوبي فرحي على موقع ميوزك برينز (الإنجليزية)
- كوبي فرحي على موقع ديسكوغز (الإنجليزية)